# Monaco (Dungeons & Dragons)
Nel gioco di ruolo fantasy Dungeons & Dragons il Monaco (Monk nella versione originale in inglese) è una delle classi base. È definito come un individuo che dedica la sua vita al raggiungimento di una perfezione interiore. La mente, lo spirito e il corpo sono al centro del suo personale universo: non cerca né fama, né ricchezza, né potenti artefatti magici, ma equilibrio e purezza spirituale. Questo lo porta a fare del proprio corpo un'arma mortale: calci, pugni e riflessi fulminei sono le armi che utilizza più spesso, potenziati dal ki, ovvero la canalizzazione dell'energia dello spirito. Generalmente non usa armature o protezioni che possano rendere difficoltosi i movimenti rapidi. Preferendo luoghi in cui sia più facile meditare, il monaco vive usualmente fra le mura di un monastero situato in aree lontane dalle città e in zone poco o per nulla civilizzate, anche se è facile ritrovarlo per le strade di una grande città alla ricerca di una missione da compiere.
Possono esistere monaci sia di sesso maschile che di sesso femminile.
Un monaco può diventare tale aggregandosi ad un ordine monastico. Molti monaci sono giunti nei monasteri da bambini perché rimasti orfani.
Le capacità del monaco sono indirizzate al combattimento senz'armi e all'utilizzo della purezza e dell'equilibrio dello spirito in combattimento. Un monaco è un combattente particolarmente rapido e di grande destrezza che utilizza le arti marziali; la sua velocità di movimento senza armature è superiore al normale.

## Evoluzione
- OD&D[1]: il Monaco è introdotto nel gioco per la prima volta nel supplemento Blackmoor come sottoclasse del Chierico ed esponente dell'Order of Monastic Martial Arts. Come per i Chierici, l'unica razza permessa è quella umana; i requisiti per poter accedere alla sottoclasse sono un punteggio minimo di 15 in Saggezza e Destrezza e 12 in Forza, ma non è richiesto un allineamento particolare. Similmente alla società druidica, l'ordine monastico ha delle limitazioni riguardo al numero di monaci di un certo livello che possono esistere (oltre il grado di Grand Master (6º livello) può esserci solo un individuo per livello): di conseguenza, un Monaco che vuole accedere a certi livelli deve necessariamente sconfiggere in un combattimento senz'armi il monaco di livello superiore. Deve donare tutti i tesori e le monete d'oro che accumula, poiché può spendere solo il minimo indispensabile per vivere. Non può utilizzare armature, ma può brandire qualsiasi tipo di arma, con cui guadagna in combattimento un bonus al tiro per i danni che aumenta progressivamente con il livello di classe. Per evidenziare la sua bravura nel combattimento senz'armi, il Monaco ha un'alta probabilità di stordire l'avversario o una più bassa di ucciderlo quando lo colpisce con calci e pugni, e può, già a bassi livelli, effettuare attacchi multipli. Inoltre, per stabilire la quantità di danni inflitti, utilizza una tabella specifica che assegna, ad ogni livello del Monaco, il danno minimo e massimo (da stabilire con un tiro di dado) che infligge attaccando con la "mano aperta"; questi vantaggi lo spingono ad utilizzare le arti marziali anziché le armi. Contrariamente da altre classi, la possibilità di cogliere di sorpresa un monaco è relativamente bassa. Se un Monaco si trova sotto il tiro di un arco o è il bersaglio di una Palla di fuoco, può tentare di schivare le frecce in arrivo o l'effetto dell'incantesimo. Il Monaco guadagna progressivamente molte altre capacità speciali tipiche di altre classi (ad esempio, parlare con animali e piante, sembrare come un Druido, lanciare incantesimi di guarigione come un Chierico, ma anche la terribile capacità, denominata palmo tremante, di far esplodere il ki al momento di toccare l'avversario per ucciderlo all'istante). Ha inoltre molte abilità ladresche:
  - Scassinare serrature
  - Cercare trappole
  - Scoprire/Rimuovere trappole
  - Sentire rumori
  - Muoversi silenziosamente
  - Nascondersi nelle ombre
  - Scalare pareti (in caso di caduta il Monaco ha buone probabilità di evitare i conseguenti danni con un movimento acrobatico).
- AD&D1ed[2]: il Monaco è presente come classe base esclusiva per la razza umana. I requisiti minimi di accesso che riguardano le caratteristiche sono particolarmente severi: almeno 15 in Forza, Saggezza, Destrezza e almeno 11 in Costituzione. Obbligatorio anche un allineamento parzialmente Legale (quindi LB,LN,LM). Non può utilizzare nessun tipo di armatura e nemmeno uno scudo; le uniche armi che può brandire sono randello, bo sticks, balestra, pugnale, jo stick, accetta, giavellotto, lancia, arma lunga, bastone. A differenza di tutte le altre classi, il Monaco non sfrutta un eventuale bonus alla Destrezza per diminuire la propria CA, né un eventuale bonus alla Forza per la THAC0 e per i danni inflitti; però ad ogni attacco andato a segno portato con un'arma addiziona un bonus che aumenta progressivamente con il livello, mentre se l'attacco è senz'armi utilizza una tabella specifica che, ad alti livelli, rende più fruttuoso per il monaco attaccare in questo modo anziché armato. Le capacità speciali del Monaco sono rimasto sostanzialmente invariate dalla versione OD&D, anche se alcune minori sono state aggiunte, come l'immunità ai veleni similmente al Druido e l'immunità alle malattie come un Paladino. Il livello di esperienza massimo è stato aumentato di uno, e anche l'ordine monastico è lievemente cambiato: ora possono esistere tre Master of Dragons (il Verde, il Bianco e il Rosso) e solo un individuo per i livelli superiori.
- D&D3.0[3]: dopo essere stato eliminato nella seconda edizione di AD&D, la tendenza ad un "ritorno alle origini" della terza edizione di D&D ha portato al reinserimento del Monaco come classe base, con lo stesso allineamento obbligatorio ma senza requisiti nelle caratteristiche e accessibilità a tutte le razze. È competente solo in un limitato gruppo di armi, di cui alcune esotiche: ascia, balestra (leggera o pesante), bastone ferrato, fionda, giavellotto, pugnale, randello, shuriken, kama, nunchaku e siangham. Alla CA, che aumenta progressivamente con l'aumento di livello, caratteristica unica della classe, ora somma il suo eventuale bonus di Saggezza oltre al modificatore di Destrezza; gli è concesso indossare armature, ma buona parte dei bonus vengono perduti. Molte delle capacità speciali che otteneva nella prima edizione di AD&D vengono sostituite con privilegi di classe indirizzati al combattimento senz'armi che sfruttano il suo equilibrio interiore; altre invece (come palmo tremante, ad esempio) vengono solo adattate alle nuove meccaniche.
- D&D3.5[4]: le modifiche della revisione 3.5 riguardano il funzionamento di alcuni privilegi di classe e la possibilità di far scegliere al giocatore alcuni talenti per personalizzare maggiormente il proprio personaggio oltre che definire le sue capacità una magia 'marziale'.

## Altre informazioni
Titoli (mai tradotti in italiano) assegnati al Monaco in base al livello (AD&D 1ª edizione):
| Livello | Titolo                   |
| ------- | ------------------------ |
| 1       | Novice                   |
| 2       | Initiate                 |
| 3       | Brother                  |
| 4       | Disciple                 |
| 5       | Immaculate               |
| 6       | Master                   |
| 7       | Superior Master          |
| 8       | Master of Dragons        |
| 9       | Master of the North Wind |
| 10      | Master of the West Wind  |
| 11      | Master of the South Wind |
| 12      | Master of the East Wind  |
| 13      | Master of Winter         |
| 14      | Master of Autumn         |
| 15      | Master of Summer         |
| 16      | Master of Spring         |
| 17      | Grand Master of Flowers  |

## Ambientazioni

### Forgotten Realms
Nel Faerûn, la figura del monaco non si discosta molto dal modello classico descritto nel Manuale del Giocatore; la tipologia di monaco però varia da regione a regione. Numerosi gli ordini monastici esistenti nel continente, come l'Ordine della Rosa Gialla..